# Padrón (parroquia)
Padrón (llamada oficialmente Santiago de Padrón) es una parroquia y un lugar español del municipio de Padrón, en la provincia de La Coruña, Galicia.

## Entidades de población
Entidades de población que forman parte de la parroquia:
- Agronovo
- Extramundi de Abajo (Estramundi de Abaixo)
- Extramundi de Arriba (Estramundi de Arriba)
- Lamas
- Padrón
- Pedreira (A Pedreira)
- Vilar

No aparecen en el INE, pero sí en el noménclator:
- A Santiña da Devesa
- A Serra
- A Torre
- A Toxeira
- A Trabanca
- O Santiaguiño do Monte
- O Souto

## Demografía

### Parroquia
| Gráfica de evolución demográfica de Padrón (parroquia) entre 2000 y 2019 |
|                                                                          |
| Datos según el nomenclátor publicado por el INE.                         |

### Lugar
| Gráfica de evolución demográfica de Padrón (lugar) entre 2000 y 2019 |
|                                                                      |
| Datos según el nomenclátor publicado por el INE.                     |